# Coleman (Georgia)
Coleman è una città degli Stati Uniti d'America, situata in Georgia, nella Contea di Randolph.